# MAP2K5
MAP2K5 (англ. Mitogen-activated protein kinase kinase 5) – білок, який кодується однойменним геном, розташованим у людей на короткому плечі 15-ї хромосоми. Довжина поліпептидного ланцюга білка становить 448 амінокислот, а молекулярна маса — 50 112.
| 10         |  | 20         |  | 30         |  | 40         |  | 50         |
| ---------- |  | ---------- |  | ---------- |  | ---------- |  | ---------- |
| MLWLALGPFP |  | AMENQVLVIR |  | IKIPNSGAVD |  | WTVHSGPQLL |  | FRDVLDVIGQ |
| VLPEATTTAF |  | EYEDEDGDRI |  | TVRSDEEMKA |  | MLSYYYSTVM |  | EQQVNGQLIE |
| PLQIFPRACK |  | PPGERNIHGL |  | KVNTRAGPSQ |  | HSSPAVSDSL |  | PSNSLKKSSA |
| ELKKILANGQ |  | MNEQDIRYRD |  | TLGHGNGGTV |  | YKAYHVPSGK |  | ILAVKVILLD |
| ITLELQKQIM |  | SELEILYKCD |  | SSYIIGFYGA |  | FFVENRISIC |  | TEFMDGGSLD |
| VYRKMPEHVL |  | GRIAVAVVKG |  | LTYLWSLKIL |  | HRDVKPSNML |  | VNTRGQVKLC |
| DFGVSTQLVN |  | SIAKTYVGTN |  | AYMAPERISG |  | EQYGIHSDVW |  | SLGISFMELA |
| LGRFPYPQIQ |  | KNQGSLMPLQ |  | LLQCIVDEDS |  | PVLPVGEFSE |  | PFVHFITQCM |
| RKQPKERPAP |  | EELMGHPFIV |  | QFNDGNAAVV |  | SMWVCRALEE |  | RRSQQGPP   |

A: Аланін

C: Цистеїн

D: Аспарагінова кислота

E: Глутамінова кислота

F: Фенілаланін

G: Гліцин

H: Гістидин

I: Ізолейцин

K: Лізин

L: Лейцин

M: Метіонін

N: Аспарагін

P: Пролін

Q: Глутамін

R: Аргінін

S: Серин

T: Треонін

V: Валін

W: Триптофан

Кодований геном білок за функціями належить до трансфераз, кіназ, серин/треонінових протеїнкіназ, тирозинових протеїнкіназ, фосфопротеїнів. 
Задіяний у таких біологічних процесах, як ацетилювання, альтернативний сплайсинг. 
Білок має сайт для зв'язування з АТФ, нуклеотидами, іонами металів, іоном магнію. 